# Deutsche Bundesbahn
Die Deutsche Bundesbahn (DB) war die Staatsbahn der Bundesrepublik Deutschland. Sie ging aus den westdeutschen Teilen der Deutschen Reichsbahn hervor und bestand bis Ende 1993. Sie war ein nichtrechtsfähiges Sondervermögen des Bundes, konnte aber selbst klagen oder verklagt werden.
Am 1. Januar 1994 wurden mit der Bahnreform die Deutsche Bundesbahn und die von der Deutschen Demokratischen Republik übernommene Deutsche Reichsbahn zur handelsrechtlich organisierten Aktiengesellschaft Deutsche Bahn AG vereinigt, die sich seither im alleinigen Besitz des deutschen Staates befindet.

## Geschichte

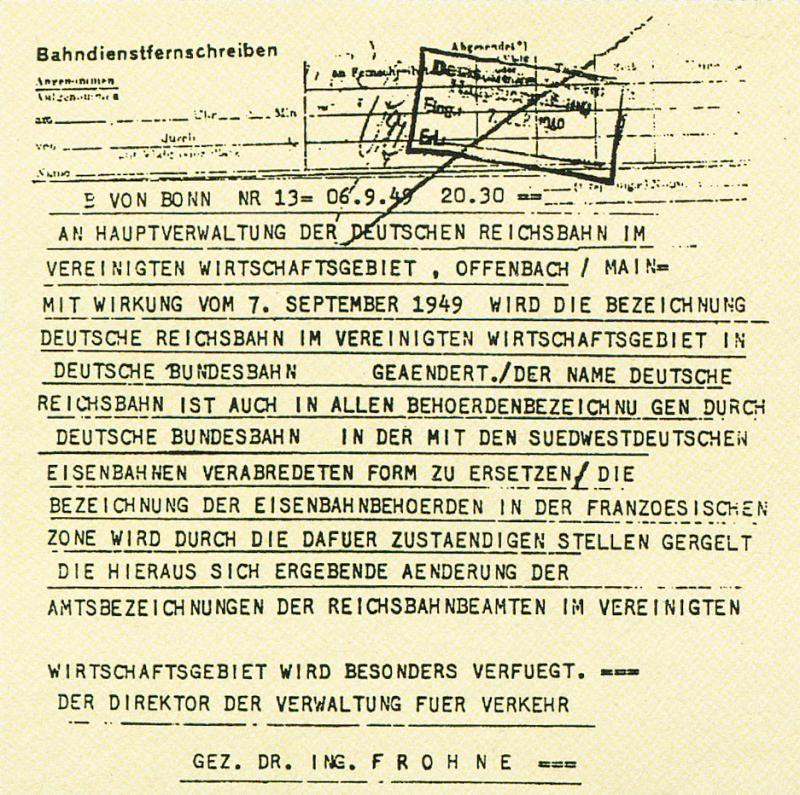
Bahndienstfernschreiben zur Umbenennung der DR in DB

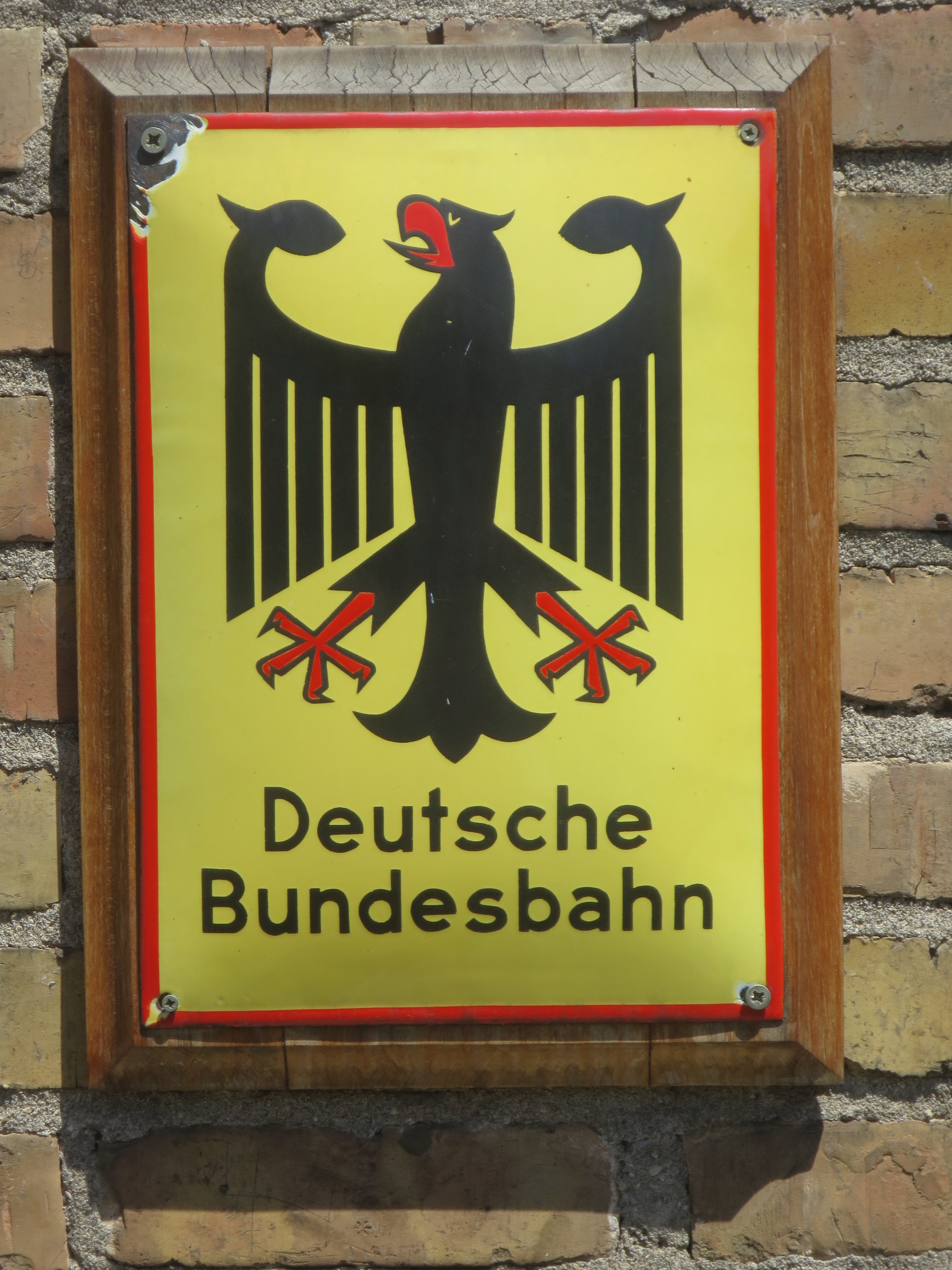
Amts-Emblem

Nach Ende des Zweiten Weltkrieges übernahmen die Besatzungsmächte 1945 den Betrieb der in den jeweiligen Besatzungszonen verbliebenen Teile der Deutschen Reichsbahn.
Unter der Bezeichnung Oberbetriebsleitung United States Zone in Frankfurt am Main wurden die in der amerikanischen Besatzungszone befindlichen Reichsbahndirektionen (RBD) Augsburg, Nürnberg, Frankfurt am Main, Kassel, München, Regensburg und Stuttgart (für die Bahnen in Württemberg-Baden) zusammengefasst. Für die Britische Besatzungszone wurde unter Generaldirektor Max Leibbrand in Bielefeld die Reichsbahn-Generaldirektion für die Bereiche der Direktionen Essen, Hamburg, Hannover, Köln, Münster (Westfalen) und Wuppertal gebildet. Mit der Bildung des Vereinigten Wirtschaftsgebietes, der Bizone, entstand daraus 1946 die Hauptverwaltung der Eisenbahnen des amerikanischen und britischen Besatzungsgebiets, die 1947 ihren Sitz nach Offenbach am Main verlegte und in „Deutsche Reichsbahn im Vereinigten Wirtschaftsgebiet“ umbenannt wurde. Nach Gründung der Bundesrepublik Deutschland am 24. Mai 1949 erfolgte mit Wirkung vom 7. September 1949 die Umbenennung in „Deutsche Bundesbahn“.
Die Eisenbahnen der französischen Besatzungszone waren in der Betriebsvereinigung der Südwestdeutschen Eisenbahnen (SWDE) mit Sitz in Speyer zusammengefasst. Die SWDE umfasste die Reichsbahndirektionen Karlsruhe (in der US-Zone gelegen), Mainz und Saarbrücken. Nachdem 1947 das Saarland (siehe Saarland 1947 bis 1956) aus der französischen Zone herausgelöst worden war und eine eigene Staatsbahn – die Eisenbahnen des Saarlandes (EdS) – erhalten hatte, ging das außerhalb des Saarlands liegende Netz der Reichsbahndirektion Saarbrücken auf die neue RBD Trier über. Mit der Verabschiedung des Bundesbahngesetzes am 1. Juli 1952 wurde diese Organisationsstruktur legitimiert und damit zur einheitlichen Staatsbahn der Bundesrepublik Deutschland.
Bis 1953 hatte die Hauptverwaltung der Deutschen Bundesbahn ihren Sitz in Offenbach am Main. Der wurde zum 1. Oktober 1953 in ein neues Gebäude nach Frankfurt am Main verlegt. 1955 wurde das einheitliche Logo eingeführt, zunächst nur mit einer einfachen Außenrahmung.
Nach dem Vertrag von Luxemburg wurden mit der zum 1. Januar 1957 erfolgten Eingliederung des Saarlandes in die Bundesrepublik auch die EdS Teil der Deutschen Bundesbahn. Bis 1959 betrieb die Deutsche Bundesbahn mit der Straßenbahn Ravensburg–Weingarten–Baienfurt auch eine Straßenbahn.
1960 feierte die Deutsche Bundesbahn unter Bezug auf die Eröffnung der Ludwigseisenbahn zwischen Nürnberg und Fürth am 7. Dezember 1835 das Jubiläum 125 Jahre Eisenbahn in Deutschland, woran auch Bundespräsident Heinrich Lübke teilnahm. Vom 6. bis 8. Dezember 1960 wurden dazu auch alle Dienstgebäude der Bahn beflaggt. Bei der Feier fuhr der Nachbau der Adler mit einem historischen Zug und Ehrengästen von Nürnberg nach Fürth, die Rückfahrt erfolgte in einem TEE.
Schon kurz nach Gründung der Deutschen Bundesbahn, verschärft aber ab den 1960er Jahren, trat das Problem zutage, dass die Politik von der Deutschen Bundesbahn als Staatsunternehmen verlustbringende Leistungen erwartete, die ein rein betriebswirtschaftlich agierendes Privatunternehmen nie von sich aus erbringen würde. Als Beispiele seien hier der Betrieb von abgelegenen Nebenstrecken mit geringem und weiter sinkendem Verkehrsaufkommen genannt oder Sozialleistungen für ehemalige Mitarbeiter, aber auch das Beibehalten von Werkstätten in Regionen als strukturpolitische Maßnahme. Die jährlichen Verluste der Deutschen Bundesbahn stiegen unaufhörlich an. Sehr deutlich wurde dieser Zielkonflikt zwischen volks- und betriebswirtschaftlichem Ansatz, als der DB-Vorstand 1976 Planungen für sein sogenanntes Betriebswirtschaftlich optimales Netz veröffentlichte. Diese führten zwar zu lebhaften Debatten, grundlegende Konsequenzen zog jedoch erst 18 Jahre später die deutsche Bahnreform des Jahres 1994.
Bereits 1991 übernahm der Bund langfristige Schulden der Deutschen Bundesbahn in Höhe von 6,4 Milliarden Euro.

### Transportleistung
Zu Beginn gab es noch erhebliche Schwierigkeiten, die aus den Verlusten und den Zerstörungen des Zweiten Weltkrieges herrührten. So fielen noch 1951 eine ganze Reihe von Zügen, die der Winterfahrplan 1950/51 angekündigt hatte, in der Praxis wegen Kohlemangels aus.
Kennzeichnend für die Deutsche Bundesbahn war ein aufgrund der Massenmotorisierung immer schärfer werdender Wettbewerb mit dem Straßenverkehr um die Anteile am Verkehrsmarkt. Um dem Kostendruck zu entgehen, legte die Staatsbahn als unrentabel eingeschätzte Nebenstrecken in großem Rahmen still.
Folgende Transportleistungen wurden registriert:
| Transportleistung                                | 1960 | 1970 | 1980 | 1986 |
| ------------------------------------------------ | ---- | ---- | ---- | ---- |
| Güterverkehr in Milliarden Tonnenkilometern      | 56,2 | 72,6 | 65,3 | 61,1 |
| Personenverkehr in Milliarden Personenkilometern | 38,4 | 37,5 | 41,4 | 41,4 |

Andererseits gab es auch Versuche, den Betrieb auf Nebenbahnen wieder attraktiver zu machen, um weitere Streckenstilllegungen verhindern zu können. Beispiele hierfür waren die Einführung der City-Bahn (CB) und der Regionalbahn (RB).
Erst ab den 1990er Jahren bemühen sich einige der neu gegründeten Verkehrsverbünde sowie regionale Zweckverbände um eine Reaktivierung von Bahnstrecken in ländlichen Regionen. Ergänzende Neubauten wurden dagegen bis auf einige Fernverkehrs-, Hochgeschwindigkeits- und S-Bahn-Strecken in vergleichsweise geringem Umfang erstellt.
An Nebenstrecken wurden vereinzelt Trassenveränderungen vorgenommen. Beispiele dafür sind die Verlegung der Biggetalbahn sowie der Innerstetalbahn aufgrund des Baus von Talsperren. Als Bewirtschafterin der Speise- und Schlafwagen sowie der Gastronomie wurde die Deutsche Schlafwagen- und Speisewagengesellschaft (DSG) gegründet.

### Strukturwandel

Stand der Elektrifizierung des Netzes der Deutschen Bundesbahn im Oktober 1963

Bei den Traktionsarten erfolgte ein Strukturwandel, an dessen Ende die Dampflokomotiven nicht mehr benötigt und durch moderne Elektro- und Diesellokomotiven ersetzt wurden (Letzte reguläre Einsätze von Dampflokomotiven am 26. Oktober 1977). Gleichzeitig wurden fast alle Hauptstrecken elektrifiziert. Für den Fahrgast im Schienenpersonenfernverkehr hatte der Strukturwandel die Einführung neuer Zuggattungen wie Trans Europ Express (TEE), InterCity (IC), Schnellzug des Intercity-Ergänzungssystems (DC), Fern-Express (FD), EuroCity (EC) oder Interregio (IR) zur Folge, die sich allerdings nicht alle dauerhaft etablieren konnten. Das Konzept und die Entwicklung der Schienenfahrzeuge für den InterCityExpress (ICE) gehen ebenfalls auf Planungen der Deutschen Bundesbahn zurück.
Beim Stückgutverkehr wurde zum 1. Oktober 1968 zunächst der Eilstückgutverkehr, später der Stückgutverkehr insgesamt eingestellt, nachdem der Wettbewerb gegen das Speditionsgewerbe nicht mehr durchzuhalten war. Infolge dieser Entwicklung wurde eine große Anzahl von Rangierbahnhöfen stillgelegt. Im gleichen Zeitraum ging der Transport von Massengütern wie Kohle oder Eisenerz ebenfalls zurück.
Aufgrund der schlechten Wettbewerbsfähigkeit – hohe Kosten, lange Umladezeiten der Güterwagen auf Rollböcke bzw. Rollwagen usw. – wurden mit Ausnahme der Wangerooger Inselbahn alle bundeseigenen Schmalspurbahnen nacheinander stillgelegt.
1985 war die Deutsche Bundesbahn immerhin noch der drittgrößte Arbeitgeber in der Bundesrepublik Deutschland und beschäftigte 322.383 Mitarbeiter, während sie Mitte der 1970er Jahre noch der größte Arbeitgeber vor der Deutschen Bundespost war. Im Zuge des Programms DB 90 sollte sie in den 1980er Jahren wettbewerbsfähiger gemacht werden.
Am 25. Oktober 1993 bezog die Deutsche Bundesbahn in Frankfurt am Main einen neu errichteten Gebäudekomplex mit 1.059 Büros. Er diente anschließend bis 2000 der Deutschen Bahn als Zentrale und danach dem Vorstandsressort Personenverkehr als Sitz.

### Schwere Unfälle
In der Geschichte der Deutschen Bundesbahn ereigneten sich eine Reihe von schweren Unfällen. Auffällig ist vor allem das Jahr 1971, in dem sich mehrere schwere Unglücke mit vielen Toten ereigneten, der Eisenbahnunfall von Aitrang, der Eisenbahnunfall von Rheinweiler und der Eisenbahnunfall von Radevormwald. Mit jeweils 45 Todesopfern sind die Unfälle von Lauffen und Radevormwald die folgenreichsten Unfälle der Deutschen Bundesbahn.
- 19. Juni 1951 – Herrsching am Ammersee: Beim Eisenbahnunfall von Herrsching starben an einem Bahnübergang mit Anrufschranke auf der Bahnstrecke München–Herrsching bei Herrsching am Ammersee 16 Menschen, als ein Lkw mit einer Gruppe von Ordensbrüdern auf dem Rückweg von einer Wallfahrt nach Kloster Andechs von einem Zug erfasst wurde. Die Schranken waren von einem früheren Nutzer nicht geschlossen worden.
- 8. November 1951 – Walpertskirchen: Im Bahnhof des Ortes kollidierte auf der Bahnstrecke München–Simbach beim Eisenbahnunfall von Walpertskirchen ein Personenzug mit einem Nahgüterzug, dabei starben 16 Menschen, 41 wurden verletzt.
- 24. Juli 1954 – Abenheim: Beim Eisenbahnunfall von Abenheim erfasste ein Zug an einem unbeschrankten Bahnübergang der Bahnstrecke Worms–Gundheim einen Bus. 25 Menschen kamen ums Leben, fünf wurden verletzt.
- 18. Dezember 1954 – Dortmund: Aufgrund einer falsch gestellten Weiche stießen ein ausfahrender Nahverkehrszug und ein einfahrender Zug im Dortmunder Hauptbahnhof zusammen. Der Eisenbahnunfall von Dortmund forderte 15 Menschenleben und 71 Verletzte.
- 1. Oktober 1957 – Stuttgart: Bei dichtem Nebel fuhr im Bahnhof Stuttgart-Bad Cannstatt ein Personenzug auf einen anderen Personenzug auf. Zehn Menschen kamen ums Leben, weitere 56 wurden verletzt.
- 20. Juni 1959 – Lauffen am Neckar: Beim Busunfall von Lauffen erfasste an einem Bahnübergang der Bahnstrecke Stuttgart–Heilbronn aufgrund einer zu spät geschlossenen Schranke ein Triebwagen einen Linienbus. 45 Insassen des Busses kamen ums Leben, 26 Fahrgäste wurden schwer verletzt.
- 13. Juni 1961 – Esslingen am Neckar: Zwei Personenzüge stießen im Bahnhof Esslingen (Neckar) beim Eisenbahnunfall von Esslingen frontal zusammen, der Zusammenstoß forderte 35 Menschenleben.
- 5. Oktober 1961 – Hamburg: Beim S-Bahn-Unfall am Berliner Tor fuhr aufgrund eines Fahrdienstleiterfehlers eine S-Bahn auf einen Bauzug auf. 28 Menschen starben, 55 wurden verletzt.
- 12. August 1965 – Lampertheim: Im örtlichen Bahnhof kollidierte der Trans-Europ-Express Helvetia mit dem nicht profilfrei stehenden Ende eines Güterzugs. Alle Wagen des TEE entgleisten und wurden dabei teilweise aufgeschlitzt. Vier Fahrgäste starben, sechs wurden schwer und 39 leicht verletzt.
- 22. Juni 1969 – Hannover: Beim Eisenbahnunfall von Linden explodierte im Bahnhof Hannover-Linden ein in Brand geratener und mit Munition beladener Güterwagen. 12 Menschen kamen dabei ums Leben.
- 9. Februar 1971 – Aitrang: Auf der Allgäubahn entgleiste beim Eisenbahnunfall von Aitrang der Trans-Europ-Express Bavaria nach Zürich aufgrund überhöhter Geschwindigkeit, kurz danach fuhr ein entgegenkommender Schienenbus in die Unfallstelle. 28 Menschen starben, 42 wurden verletzt.
- 27. Mai 1971 – Radevormwald: Beim Eisenbahnunfall von Radevormwald kollidierte auf der Wuppertalbahn ein als Sonderzug für eine Schulabschlussfahrt eingesetzter Schienenbus frontal mit einem Güterzug. 45 Menschen kamen ums Leben, weitere 25 wurden schwer verletzt.
- 21. Juli 1971 – Rheinweiler: Auf der Rheintalbahn entgleiste beim Eisenbahnunfall von Rheinweiler der Schweiz-Expreß von Basel nach Kopenhagen aufgrund überhöhter Geschwindigkeit. 25 Menschen starben, 121 wurden zum Teil schwer verletzt.
- 5. November 1973 – Guntershausen (Baunatal): Beim Eisenbahnunfall von Guntershausen fuhr ein Schnellzug auf einen Interzonenzug auf. Ursache war ein Schmierfilm auf den Gleisen aufgrund von Regen, Laub und Schmutz. Der Unfall forderte 14 Todesopfer und 65 Verletzte.
- 7. März 1975 – München: Auf der Bahnstrecke München–Ingolstadt kollidierte beim Eisenbahnunfall von München-Allach aufgrund vorzeitig geöffneter Bahnschranken ein Personenzug mit einem Omnibus. Zwölf Menschen starben, fünf weitere wurden verletzt.
- 8. Juni 1975 – Warngau: Beim Eisenbahnunfall von Warngau stießen zwei Eilzüge auf der Bahnstrecke München–Lenggries aufgrund von Fahrdienstleiterfehlern und einer im Fahrplan vorgesehenen Luftkreuzung zusammen. 41 Menschen starben, 122 wurden verletzt.
- 22. Juli 1975 – Hamburg: Bei einem Frontalzusammenstoß zwischen einem Nahverkehrszug und einem Güterzug starben elf Menschen beim Eisenbahnunfall von Hamburg-Hausbruch. Der Lokomotivführer des Nahverkehrszugs hatte ein Signal nicht beachtet.
- 27. Mai 1983 – Königsdorf: Auf der Bahnstrecke Aachen–Köln entgleiste im Einschnitt des früheren Königsdorfer Tunnels der Ostende-Wien-Express aufgrund eines Erdrutsches, die führende E-Lok prallte gegen eine Straßenbrücke. Sieben Menschen starben, 23 weitere wurden verletzt.
- 2. Februar 1990 – Rüsselsheim: Beim Eisenbahnunfall von Rüsselsheim überfuhr ein S-Bahn-Zug bei der Ausfahrt aus dem Bahnhof Rüsselsheim ein Halt zeigendes Signal und rutschte trotz ausgelöster Zwangsbremsung in den Fahrweg einer entgegenkommenden S-Bahn. 17 Menschen kamen ums Leben, 145 Menschen wurden verletzt.
- 15. November 1992 – Northeim: Beim Eisenbahnunfall von Northeim stieß ein auf dem Gegengleis fahrender Schnellzug mit einem Güterzug zusammen, der wegen eines abgebrochenen Puffers entgleist war. 11 Fahrgäste des Schnellzugs starben, 52 Menschen wurden verletzt.

## Straßenverkehr und Schifffahrt

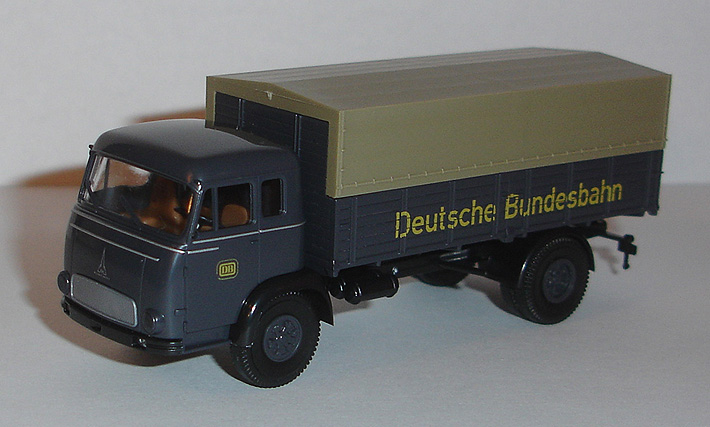
Modell eines Magirus-Deutz-Lkw der Deutschen Bundesbahn aus den 1960er Jahren mit typischer Farbe und Beschriftung

Für die Güterbeförderung, insbesondere der Zustellung von Gütern abseits ihrer Gleisanlagen, besaß die Deutsche Bundesbahn eigene Lkw. Darüber hinaus fuhren zahlreiche Fuhrunternehmer ebenfalls im Stückbereich für das Unternehmen. Es galt in den 1960er und 1970er Jahren als einer der größten Lkw-Halter in Deutschland. Neben konventionellen Lkw fanden sich im Fuhrpark auch verschiedene Sonderfahrzeuge.
Den ländlichen Raum, teilweise auch als Ersatz für den Personenverkehr unwirtschaftliche Bahnstrecken, hatte die Deutsche Bundesbahn oftmals durch Bahnbusse erschlossen und mit größeren Bahnhöfen verknüpft. Wie die meisten Dieseltriebfahrzeuge im Schienenverkehr hatten die Bahnbusse eine rote Lackierung. Dieser Geschäftszweig war bereits zu Zeiten der Deutschen Reichsbahn entstanden.

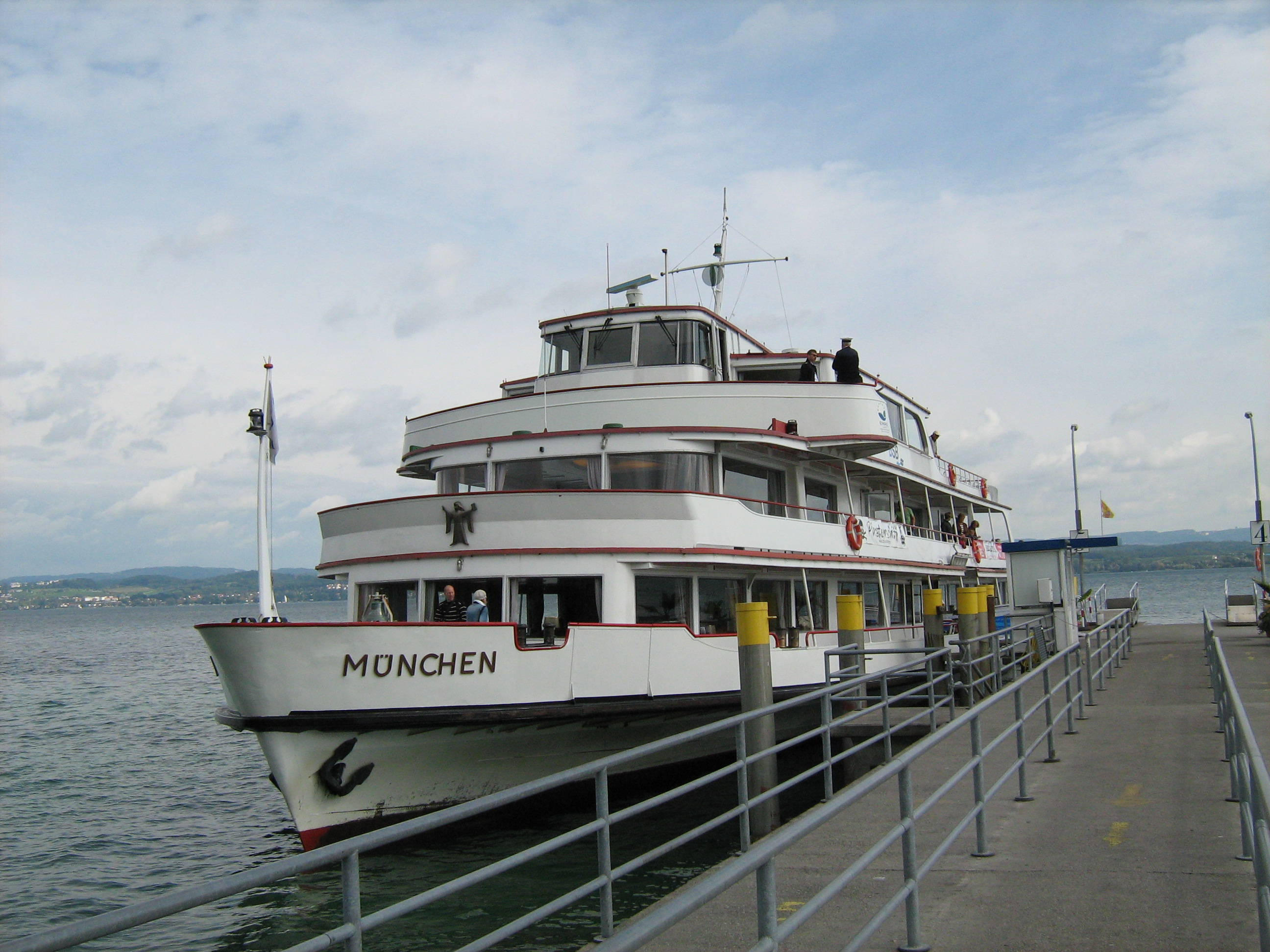
Bodensee-Motorschiff München

Die Deutsche Bundesbahn betrieb in Zusammenarbeit mit den Österreichischen Bundesbahnen und den Schweizerischen Bundesbahnen Passagierdienste auf dem Bodensee und ab 1951 zusammen mit den Danske Statsbaner die Eisenbahnfähre Großenbrode–Gedser zwischen dem Bahnhof Großenbrode Kai und Gedser, die später durch die Vogelfluglinie ersetzt wurde. Es wurde auch ein Inselfährdienst zur Insel Wangerooge betrieben. Die Deutsche Bundesbahn besaß hierfür eigene Schiffe.

## Gliederung

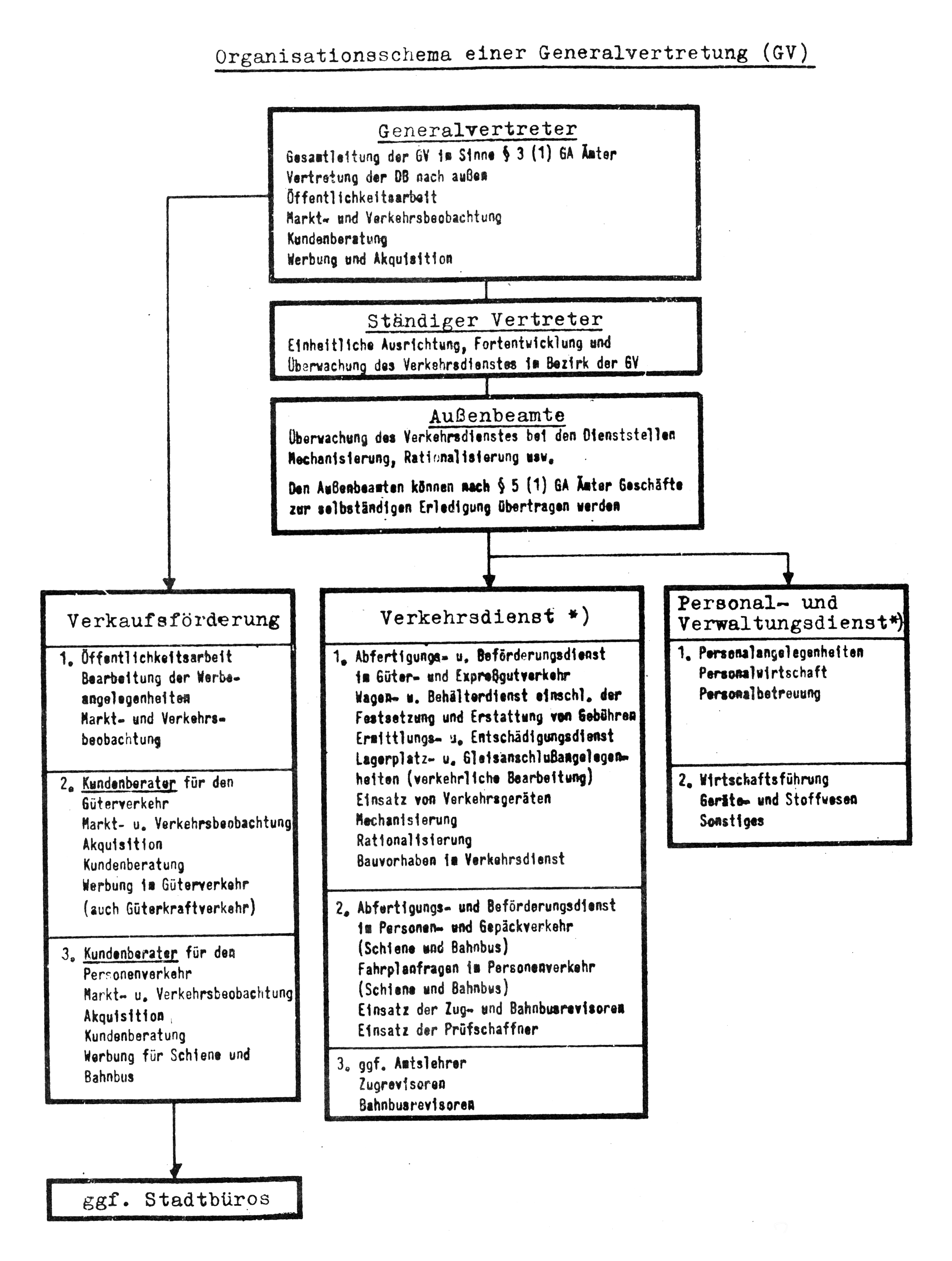
Organigramm für eine Generalvertretung der DB

Die Deutsche Bundesbahn gliederte sich in vier Stufen:
- Zentralinstanz: Hauptverwaltung der Deutschen Bundesbahn, Sitz war ab 1. Oktober 1953 Frankfurt am Main, zuvor Offenbach am Main.[1] Die Hauptverwaltung befand sich in Frankfurt in mehreren großen Gebäuden der Nachkriegszeit an der Friedrich-Ebert-Anlage im Stadtteil Gallusviertel, zwischen Hauptbahnhof und Messegelände.
- Mittelinstanz
  - Direktionen
  - Zentrale Transportleitung (ZTL), Sitz Mainz (seit 1. Januar 1971, entstanden aus den beiden Oberbetriebsleitungen, dem Hauptwagenamt und der Zentralstelle für Betriebsstromversorgung)
  - Bundesbahn-Zentralämter, Sitz Minden und München
  - Bundesbahnsozialamt, Sitz Frankfurt am Main
  - Zentrale Verkaufsleitung (ZVL), Sitz Mainz (bis 31. Dezember 1977 Frankfurt/Main, entstanden zum 1. Februar 1970 aus dem Tarifamt)
  - Werbeamt, Sitz Nürnberg
  - Film- und Bildstelle der Deutschen Bundesbahn, Sitz Nürnberg
  - Zentralstelle für Werkstättendienst (ZW), Sitz Mainz (ab 4. Juli 1973, davor Frankfurt/Main)
  - Zentralstelle für Datenverarbeitung und Betriebswirtschaft, Sitz Frankfurt/Main (Dienststelle aus einer Abteilung der BD Frankfurt am 1. Februar 1970 entstanden)
  - Zentrale Abrechnungsstelle für den Personen-, Gepäck- und Expreßgutverkehr (ZAV), Sitz Kassel, seit dem 1. Januar 1975 zur Bündelung der Aufgaben der Verkehrskontrollen I (Personenbinnenverkehr) in Kempten, Lübeck und Ludwigshafen/Rhein
  - Zentrale Fahrgeldnachforderungsstelle
- Ämterinstanz, gegliedert in Betriebs-, Maschinen-, Neubau- und Verkehrsämter (ab 1968: Generalvertretungen[12]), weitere Behörden der Ämterinstanz waren:
  - Versuchsanstalten
  - Abnahmeämter
  - Ausbesserungswerke
- Dienststellen des Außendienstes waren in Haupt- und Nebendienststellen sowie zusätzlich nach folgenden Fachgebieten gegliedert:
  - Betriebstechnische Dienststelle
  - Verkehrstechnische Dienststelle
  - Bautechnische Dienststelle
  - Maschinentechnische Dienststellen

Den Dienststellen des Außendienstes waren die Generalvertretungen gleichgestellt.
Der Deutschen Bundesbahn war die Bahnpolizei angegliedert.
Zudem wurde zur Kommunikation mit der Bahnselbstanschlussanlage (BASA) ein eigenes Telefonnetz verwendet.

## Vorstand
Die Deutsche Bundesbahn wurde von einem Vorstand geleitet, der aus fünf Personen bestand. Die Vorstandsmitglieder waren gleichberechtigt, der Vorsitzer des Vorstandes trug die Amtsbezeichnung „Erster Präsident der Deutschen Bundesbahn“, die übrigen Vorstandsmitglieder die Amtsbezeichnung „Präsident der Deutschen Bundesbahn“. Sie waren alle in die Besoldungsgruppe B 11 eingruppiert. Umgangssprachlich wurde der Erste Präsident „Bundesbahnpräsident“ genannt. 
| Zeitraum                               | Name                                                                  |
| -------------------------------------- | --------------------------------------------------------------------- |
| 7. September 1949 bis 31. Oktober 1949 | Generaldirektor Fritz Busch                                           |
| 1. November 1949 bis 12. Mai 1952      | Generaldirektor Walther Helberg                                       |
| 13. Mai 1952 bis 12. Mai 1957          | Edmund Frohne                                                         |
| 13. Mai 1957 bis 12. Mai 1972          | Heinz Maria Oeftering                                                 |
| 13. Mai 1972 bis 12. Mai 1982          | Wolfgang Vaerst                                                       |
| 13. Mai 1982 bis 18. Juli 1990         | Reiner Gohlke                                                         |
| 1. Januar 1991 bis 31. Dezember 1993   | Heinz Dürr (anschließend Vorstandsvorsitzender der Deutschen Bahn AG) |

## Bahnreform
Der in der sowjetischen Zone und West-Berlin verbliebene Anteil der alten Deutschen Reichsbahn wurde in der Deutschen Demokratischen Republik aus statusrechtlichen Gründen unverändert unter dem Namen Deutsche Reichsbahn (DR) weitergeführt.
Beide deutschen Staatsbahnen gingen bei der Bahnreform gemeinsam mit der West-Berliner Verwaltung des ehemaligen Reichsbahnvermögens am 1. Januar 1994 im Bundeseisenbahnvermögen auf. Der unternehmerische Teil zum Erbringen von Eisenbahnverkehrsleistungen und zum Betreiben der Eisenbahninfrastruktur wurde auf die dafür gegründete Deutsche Bahn Aktiengesellschaft am 5. Januar 1994 ausgegliedert. Die hoheitlichen Aufgaben gingen am selben Tag auf das Eisenbahn-Bundesamt über.